# 葵 (源氏物語)
| 源氏物語五十四帖 |        |    |        |
| 各帖のあらすじ   |        |    |        |
| 帖               | 名     | 帖 | 名     |
| 1                | 桐壺   | 28 | 野分   |
| 2                | 帚木   | 29 | 行幸   |
| 3                | 空蝉   | 30 | 藤袴   |
| 4                | 夕顔   | 31 | 真木柱 |
| 5                | 若紫   | 32 | 梅枝   |
| 6                | 末摘花 | 33 | 藤裏葉 |
| 7                | 紅葉賀 | 34 | 若菜   |
| 8                | 花宴   | 35 | 柏木   |
| 9                | 葵     | 36 | 横笛   |
| 10               | 賢木   | 37 | 鈴虫   |
| 11               | 花散里 | 38 | 夕霧   |
| 12               | 須磨   | 39 | 御法   |
| 13               | 明石   | 40 | 幻     |
| 14               | 澪標   | 41 | 雲隠   |
| 15               | 蓬生   | 42 | 匂宮   |
| 16               | 関屋   | 43 | 紅梅   |
| 17               | 絵合   | 44 | 竹河   |
| 18               | 松風   | 45 | 橋姫   |
| 19               | 薄雲   | 46 | 椎本   |
| 20               | 朝顔   | 47 | 総角   |
| 21               | 少女   | 48 | 早蕨   |
| 22               | 玉鬘   | 49 | 宿木   |
| 23               | 初音   | 50 | 東屋   |
| 24               | 胡蝶   | 51 | 浮舟   |
| 25               | 蛍     | 52 | 蜻蛉   |
| 26               | 常夏   | 53 | 手習   |
| 27               | 篝火   | 54 | 夢浮橋 |

「葵」（あおい）は、『源氏物語』五十四帖の巻名のひとつ。第9帖。巻名は光源氏と源典侍の歌「はかなしや人のかざせるあふひゆえ神のゆるしのけふを待ちける」および「かざしける心ぞあだに思ほゆる八十氏人になべてあふひを」に由来する。謡曲『葵上』（世阿弥作か）の題材にもなっている。

## あらすじ
桐壺帝が譲位し、源氏の兄の朱雀帝が即位する。藤壺中宮の若宮が東宮となり、源氏は東宮の後見人となる。また、六条御息所と前東宮の娘（後の秋好中宮）が斎宮となった。
賀茂祭（葵祭、4月 (旧暦)の中の酉の日）の御禊（賀茂斎院が加茂川の河原で禊する）の日、源氏も供奉のため参列する。その姿を見ようと身分を隠して見物していた六条御息所の一行は、同じくその当時懐妊して体調が悪く気晴らしに見物に来ていた源氏の正妻・葵の上の一行と、見物の場所をめぐっての車争いを起こす。葵の上の一行の権勢にまかせた乱暴によって六条御息所の牛車は破損、御息所は見物人であふれる一条大路で恥をかかされてしまう。大臣の娘で元東宮妃である御息所にとってこれは耐え難い屈辱で、彼女は葵の上を深く恨んだ。役目を終え、左大臣邸に行った源氏は、事の一部始終を聞かされ驚愕。御息所の屋敷へ謝罪に向かうが、門前払いされた。
勅使の役目を終え、久々の休日。源氏は紫の君を伴い、賀茂祭へ。相変わらずの混雑振りに、惟光は牛車を停める場所を探すのに難儀していたが、そこへ手招きする別の牛車が。場所を譲ってくれた礼を言おうと、顔を覗き込んだら、車の主は源典侍だった。がっくりする源氏。
その後葵の上は、病の床についてしまう。それは六条御息所の生霊の仕業だった。源氏も苦しむ葵の上に付き添ったが、看病中に御息所の生霊を目撃してしまい愕然とする。8月の中ごろに葵の上は難産のすえ男子（夕霧）を出産するが、数日後の秋の司召の夜に容体が急変し亡くなった。同じ頃。御息所は、いく度髪を洗っても衣を変えても、自身の体に染み付いた魔除けの芥子の香りが消えないことに、愕然としていた。女房からの知らせで、葵の上の訃報を知り、青ざめる。
火葬と葬儀は8月20日過ぎに行われた。
葵の上の四十九日が済んだ後、源氏は夕霧の養育を左大臣家に託した。源氏は二条院に戻り、美しく成長した紫の君と密かに結婚する。突然のことに紫の上は衝撃を受けてすっかりふさぎこみ口をきこうともしなかったが、源氏はこれを機に彼女の素性を父兵部卿宮と世間に公表することにした。